# Casa de Esek Hopkins
La Casa de Esek Hopkins es una casa histórica en 97 Admiral Street (justo al lado de la ruta 146) en el lado norte de la ciudad de Providence, la capital del estado de Rhode Island (Estados Unidos).

## Descripción
La parte más antigua de la casa es un bloque de dos pisos y medio con techo a dos aguas, tres tramos de ancho, con una entrada en el tramo más a la derecha. A la derecha de esta sección hay una adición de un piso y medio con techo abuhardillado, que data de principios del siglo XIX. Un codo con techo a dos aguas de un solo piso se extiende desde la parte trasera del bloque principal.

## Historia
La casa, que data de 1754, fue el hogar de Esek Hopkins, el primer comandante en jefe de la Armada Continental durante la Guerra de Independencia de los Estados Unidos. Después de la muerte de Hopkins, sus hijas heredaron la propiedad y permaneció en la familia durante el próximo siglo. La descendiente Elizabeth West Gould murió en 1907 y la propiedad fue donada a la Ciudad de Providence de acuerdo con sus deseos en 1908, con la estipulación de que se convertiría en un museo. Los relatos de la época relatan que la propiedad estaba siendo restaurada a su estado original.
La casa fue incluida en el Registro Nacional de Lugares Históricos en 1973. A lo largo de los años, se propusieron varios planes para convertirla en un museo, que fracasaron por falta de recursos. Más recientemente, en 2011, el departamento de Parques de Providence presentó un plan para convertir la casa en un museo a tiempo parcial; esto aún no ha sucedido.
El edificio ha sufrido un mantenimiento inadecuado por parte del departamento de parques de la ciudad y se colocó en la lista de "Propiedades más amenazadas" de la Providence Preservation Society en 1995, 2011 y nuevamente en 2015.
En 2021, la casa de Esek Hopkins se asoció con un colectivo de artistas locales y una compañía de danza local para servir como un espacio al aire libre para presentaciones y clases de danza. En septiembre de 2021, el sitio fue el escenario de una ópera bailable original titulada La fantasía histórica de Esek Hopkins. La actuación trata sobre el legado de Hopkins y la esclavitud y agrega elementos fantásticos.

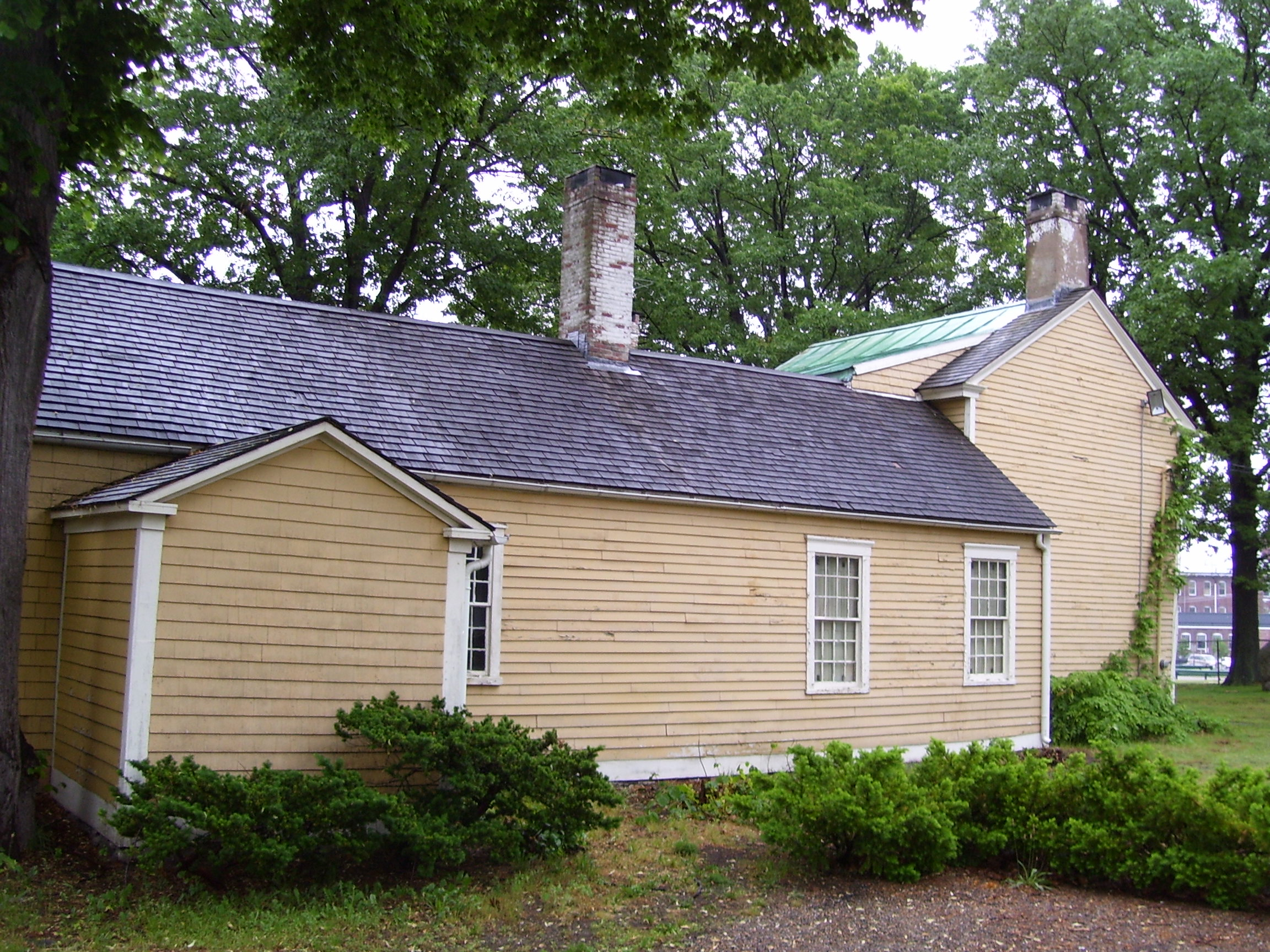
Costado lateral